# Ochabski
Ochabski – polski herb szlachecki o nieznanych barwach.

## Opis herbu
W polu dwa połukrzyże kawalerskie, połowami pionowych ramion ku sobie.

## Najwcześniejsze wzmianki
Pieczęć M. Ochabskiego z 1552.

## Herbowni
Ochabski